# 張錦文
張錦文（1934年6月1日—2012年11月12日），臺灣嘉義縣布袋鎮人，臺灣醫療管理人物，規劃長庚醫院等醫院，並赴沙烏地阿拉伯、馬拉威規劃醫院，被譽為「臺灣醫管之父」，第十九屆醫療奉獻獎特殊獎得主。

## 生平紀事

### 早年生涯
1934年6月1日，張錦文生於嘉義布袋。上有九姐與六兄，為家境貧困的漁夫家庭，只有三哥讀過小學。父親還把最小的他給他人送養，但被母親搶回。
張錦文布袋小學畢業後，在布袋港作一年工後考上鹽水初中，功課優秀，儘管家人希望他去旗山水產學校，但由教師吳承硯的鼓勵，選擇了南光中學。因家沒錢，與家人發生衝突，他被迫轉組考公費的師範學院，但學科差四分而落榜，服了四個月的預備士官役，再去布袋國校當臨時教員，考上台灣大學商學系。大學期間，以清寒獎學金、當家教，維持生活。

### 學習醫管
1960年畢業後，張錦文任馬偕醫院院長羅慧夫秘書。在羅院長培養下，張錦文從廢除院內痰盂設施、消滅廚房老鼠、抓偷菜員工作起，乃至於食物與藥品採購及管理、薪水制度改變，紅包文化的變革，都成為他的工作內容，也逐步建立起醫務管理中五大範疇：清潔、營養、採購、財務、人事。兩人聯手為馬偕醫院各項作業建立起標準化流程，一年多以後，醫院運作便上軌道，開始轉虧為盈。
張錦文還在此醫院認識庶務員陳知惠，進而在雙連教會結婚，共育一子兩女。
馬偕工作了二年半後，張錦文經由院長支持，1963年獨自至密西根大學進修醫院管理，以第二名畢業，論文也得到當年的最佳論文獎。1965年，至密西根州百特歐斯醫院（Butterworth Hospital）工作時，這段期間他又學習工程製圖學。藉由他的醫院管理手法，使得百特歐斯醫院，在1966年密西根醫院協會及密西根藍十字會舉辦的第八屆「新的醫院改進成就」(New hospitaI Achievements)評審，第一次得到「最優獎」(Grand Award)，而該得獎證書的受獎人，就寫上他的名字。
1966年8月，張錦文回馬偕，負責監督建馬偕淡水分院。他擔任馬偕行政副院長，首創臺灣第一位非醫師當上大醫院副院長的先例。為激勵醫師士氣，張錦文讓馬偕採取PF制（醫師診察費，physician fee），自此即使是假日或三更半夜，只要病人有狀況，也都找得到醫師。他還受國防醫學院暨榮民總醫院院長盧致德賞識，在其社會醫療研究所中教授醫療衛生管理課程。
1967年，張錦文藉由台大醫院院長邱仕榮支持，成立了中華民國醫院協會，以讓台灣的醫院彼此溝通、學習、改善。張錦文還透過這個協會出版《醫院》季刊雜誌，任雜誌總編輯，介紹如何改善醫院管理。1970年開始，他與黃佳經、譚開元合作，撰寫醫院管理專書，七年後出版。
在設立生命線時，張錦文為方便人求援，想了「我要自殺自殺」及「我要死了死了」兩個諧音，即「514343」及「514242」作最初的生命線電話號碼。他去找扶輪社的曹仲植作贊助。1969年6月30日，扶輪社社長張和鈞及馬偕醫院院長羅慧夫舉行啟用儀式，次日正式啟用。

### 擘畫醫院
1973年，想要開設長庚紀念醫院的台塑創辦人王永慶透過朋友找來張錦文面談。在三小時的論談中，張錦文發表了回臺灣後一直主張的：建造大醫院時，應把醫療中心蓋在郊區、門診設於市區的觀念。
張錦文以經濟效益說服王永慶：若於敦化北路建立一所五百張病床的醫院，需一萬坪土地，以當年平均每坪最少十萬元計算，土地投資需十億，況且難尋這麼大的空地，加上用地一半以不與病人發生直接關係，如圖書室、醫師護士宿舍、停車場、洗衣房、倉庫、餐廳、廚房，倘若於林口台地買一萬坪土地做為醫療中心，每坪僅一千元，差額九億九千萬元可建造房子、購買醫療設備、控制儀器，甚至還可額外擴充建造一千張病床以上的規模。接著，王永慶問為何要在台北市建造一座門診中心？張錦文回若只購買一千三百坪的台北市土地來建門診大樓，一天約可以容納看病人數二千人，但真正需要住院者可能才約一百人，將這些人免費用醫院救護車送到林口，對醫院並非大負擔，卻每天約給予一千九百位病人不必長途跋涉。
1974年3月8日，王永慶招開記者會，宣布投資新台幣十億元在台北市中泰賓館對面蓋門診中心、及林口蓋醫學中心，交由張錦文作籌備處主任。建築設計圖也是經由張錦文之手，經兩年多的規劃、設計、建築、購買儀器設備，長庚紀念醫院門診急診中心終於先林口醫學醫療中心而於1976年12月落成啟用。
長庚醫院在張錦文的規劃下，特別設立一個部門與外界的養老院、孤兒院、盲啞團體及其他慈善團體作聯繫。他為了院內聯繫方便，特別裝置了剛引進臺灣的呼叫器給醫師，對緊要而又有急速變化的病症編有代號，如「999 501」代表心臟病的醫療人員就需從往501病房。
1977年起，張錦文透過長庚醫院發行了《長庚醫學》季刊，每期印一萬冊，贈送來信索取的醫師，主要是介紹新的醫學知識、新的醫療設備。1978年5月14日，醫院行政協會會員大會上，他以長庚醫院副院長身分，以「電子計算機在醫院的應用」為題演講，推行電腦要在醫院普遍應用。
1978年6月9日，張錦文取得美國醫務管理學會院士資格，9月9日正式頒授院士，為亞洲第一位獲得這項榮譽的醫院行政人員。
1978年底，張錦文離開一手擘畫的長庚醫院時，正值能源危機，政府為鞏固與沙烏地阿拉伯的邦交，派遣中沙醫療團遠赴中東，張錦文即是首任團長。1979年6月15日，他動身前往沙烏地阿拉伯，助規畫沙國的兩所新醫院，團員共十一人，還有台大醫院醫務秘書謝炎堯、台大前護理部主任鍾信心、醫事檢驗講師高照村、仁愛醫院泌尿科主任郭芳頂、開刀房督導錢萃華、前長庚醫院工務處長許哲夫，以及醫院工務人員蔡明通、曾振源、鄭福信、高白峰等。1983年1月15日，他回來臺灣，以美國國際醫療顧問公司遠東區負責人身分，投書臺灣勞保制度需要改善，以免浪費，呼籲立即重視這大問題。
張錦文的職涯，從馬偕、長庚、新光、成大、奇美等醫院的籌設，甚至對臺灣在海外興建醫院，無役不與，遂被稱為「臺灣醫管之父」。馬來西亞企業家鍾廷森曾聘請張錦文作顧問，由其在長庚的學生蔣文歷全權負責興建麻六甲仁愛醫院。1998年2月6日，張錦文以中華民國醫院協會理事長身分，與馬拉威衛生與人口部長湯森簽約，在馬拉威北部木興建一座有三百個床位的醫院。

### 晚年日子
張錦文與彰基、馬偕、新光、長庚及奇美等醫院合作，以一年代訓十人為目標，引薦非洲、越南等地醫師來臺灣受訓。
1999年11月6日，剛從教職退休的張錦文再度見到羅慧夫時，紅著眼眶講他這個鄉下的窮小孩，蒙受外國醫師照顧，讓他有機會能成為做很多事的「有用人」。該月19日，財團法人張錦文基金會成立，以培養臺灣醫院管理人才為任務。台大公衛學院教授江東亮稱讚，談臺灣醫院發展，若漏到張錦文這三個字，定是大外行。醫藥記者李淑娟將張錦文的經歷寫成傳記書《望醫心切》，由允晨文化出版。
2009年，張錦文得第十九屆醫療獎特殊醫療貢獻獎時，說他一生的心願有三：一是興建具人性化的醫院，二是組織醫院協會，三是推廣醫管教育，在走過四分之三個世紀後，都達成了。
2012年11月12日下午5點19分，張錦文在新光醫院去世，享壽七十八歲。

## 外部連結
- 張錦文基金會